# 潔西卡法案
《潔西卡·倫斯福德法案》（英語：Jessica Lunsford Act），是2005年美國佛羅里達州所通過一項法案的非正式稱呼，常簡稱為《潔西卡法案》。此法案的目的在於防止兒童性侵犯出獄後再度犯兒童性侵罪，主要運用的措施有二：初犯大幅提高刑度，以及出獄後的社區監控（英語：community control）。

## 發源地：美国

### 歷史
關於性侵兒童的罪犯加重處罰之規定，其實最早不是佛羅里達州所創，而是亞歷桑那州於1998年通過的第1141號議案（SB 1114 (1998)）。其內容相當嚴厲，性侵未滿12歲兒童者，若以暴力犯此罪則處無期徒刑，其它情形處20-30年有期徒刑。
2005年2月，美國佛羅里達州一位名叫Jessica Lunsford的9歲小女孩遭對街鄰居John Couey（有性侵罪前科）性侵並殺害。依照美國另一個在性犯罪防制上很有名的《梅根法案》，性侵犯出獄後必須隨時向警方登記最新的住處，但Couey違反了這規定，以致警方和社區在案發前不知道他的行蹤。這引起了該州尤其是家裡有兒童的父母之驚慌，因而誕生了2005年第1877號議案，即《潔西卡法案》，並迅速於同年通過。
2005年4月，美國聯邦眾議員，來自佛羅里達州的Ginny Brown-Waite領銜提案聯邦版的《潔西卡法案》，有107位眾議員連署，也排入众议院司法委員會審議。但該法案從未被表決過，並且隨著美國國會第109屆的結束，該提案也失效。
至2008年，美國共有25個州對初次性侵兒童的罪犯強制規定25年以上的有期徒刑（有些州的下限不同，見下一節），39個州使用電子腳鐐來監控出獄的兒童性侵犯；其中有23個州兩種措施皆採用。總結有49個州採用了與《潔西卡法案》類似精神的一到多項措施：大幅加重刑罰、社區監控、電子監控。夏威夷州是唯一的例外。

### 法案內容與各州差異
根據佛羅里達州的《潔西卡法案》，性侵未滿12歲兒童的罪犯，初犯就必須處以最少25年的有期徒刑，最高到無期徒刑。不管是因為刑期服滿、假釋（英語：parole）或赦免（英語：Gaintime）而出獄，出獄後必須立即對其執行社區監控（英語：community control）：終身配戴電子腳鐐或衛星定位監控器材，不得接近或進入學校、兒童樂園、公園等兒童常活動的地方，定期到警察機關報到，週末和假日被監視等等。
- 有些州將兒童定為未滿14歲（例如：德拉瓦州）。
- 各州的加重刑期不同（例如：堪薩斯州的初犯至少25年，性侵累犯－前科是性侵成人也算－至少40年。緬因州和阿拉巴馬州不分初犯累犯都是20年以上）。
- 能否假釋的規定（例如：堪薩斯州的初犯還有機會假釋，累犯就沒有了），以及出獄後要不要戴電子腳鐐的規定，也是各州不同（例如：亞歷桑那州、科羅拉多州、德拉瓦州、新罕布夏州、猶他州沒有電子腳鐐）。[1]

### 爭議
1. 潔西卡的父親Mark Lunsford行遍美國，呼籲提高性侵罪的刑度以及嚴格化對性侵犯的出獄後約束。然而2007年，當他的兒子Joshua Lunsford，亦即潔西卡的哥哥在18歲時性侵了一位14歲女孩時，他卻要求檢方放過他的兒子。Joshua被控訴兩個性侵重罪，他為兒子要求認罪協商，希望只成立一個輕罪，不要留下性侵罪的記錄，當然也不要適用《潔西卡法案》。[3]
2. 有些爭議是關於「性侵犯名單」的正確性。例如「無被害人的犯罪」，亦即警方在網路聊天室裡喬裝未成年人，待聊天對象表露性交意圖之後即可起訴之，根本沒有被害人也能被列入性侵犯名單中。大部分被控性侵未成年人的被告沒有資力聘請律師，就算沒做也只能接受認罪協商，而在某些州（例如佛羅里達州），[4]認罪協商的結果也會使他被列入性侵犯名單中。
3. 有些爭議是關於對未成年人造成終身負面影響。例如在「兩小無猜」的案件中，性行為的雙方都未成年，但一個已滿十四歲另一個未滿，前者也會列入性侵犯名單中；佛羅里達州將列入名單者限於成年人，可避免此一問題。
4. 有個爭議是關於在再犯預測時使用的醫學技術「陰莖膨脹反應測量（英语：Penile plethysmograph）」，它的準確度備受爭議，同時也是侵入性的措施。
5. 學理上最深刻的爭議是因果關係與效果問題。迄今沒有證據指出，對性侵兒童前科犯做這些加重處罰和監控能夠減少未來的性侵兒童犯罪，為此卻必須付出大筆的執行成本，以及讓有心向善的前科犯更難復歸社會。[5]這個制度唯一可證實的功能，是讓政治人物能夠向選民展示他有在關心你家的孩子，以及讓州政府向聯邦政府爭取到更多的執法經費補助。

## 中华民国的引進

### 提案與一讀
2010年4月，十年前性侵殺害基隆國中女生的遊民曹添壽落網，經追查發現，他十多年來專挑台北市木柵、南港、內湖一帶瘦小女孩下手，犯案超過50起。連日引發社會對性侵犯的一片撻伐聲，網友推動「一次傷害都不行」活動連署網站，要求引進美國用來對付性侵犯的《潔西卡法案》和《梅根法案》。具體修法行動化為楊麗環等19位立法委員提案的《性侵害犯罪防治法部分條文修正草案》，並於5月28日通過一讀。由於當時性侵案件的量刑偏輕以及再犯問題已引起社會大約一年的騷動，越演越烈，所以其實也有其他民間團體例如防暴聯盟、白玫瑰運動協會，各自運動不同的立法委員，在2009年6月到2011年5月之間，一共13件與性侵害犯罪防治相關，並且酌採《潔西卡法案》和《梅根法案》立法精神的提案。

這些不同的提案陸續通過一讀並交付立法院司法及法制委員會併案審查。
2011年3月，雲林縣莿桐鄉發生一件剛出獄的性侵前科犯林國政涉嫌再犯，性侵14歲少女葉于嘉，並且殺死被害人的案件。網路上有連署，傚法美國以被害者命名法案的做法，呼籲將當時內政部、法務部研議中的《性侵害犯罪防治法修正草案》命名為《于嘉法案》。
5月26日，行政院也提出行政院版《性侵害犯罪防治法部分條文修正草案》，旋即於6月3日通過一讀。

### 司法及法制委員會審查
2011年6月3日，委員會完成立委所提13案的審查，其情況大致為：(1)出獄後電子化監視的部分，各案並陳；(2)建立性侵害加害人之檔案資料庫的部分，採用黃義交等33人的版本，亦即不像《潔西卡法案》只針對兒童性侵案的加害人，而是採《梅根法案》的精神，針對所有性侵案的加害人；(3)公告加害人資料於網站供民眾檢視的規定，各案並陳；(4)強制治療以及出獄後付保護管束的部分，各案並陳；(5)唯一打著《潔西卡法案》之名的楊麗環等17人提案，「兒童性侵案加害人判決確定後，終身監禁不得假釋、緩刑、免刑、赦免或減刑」的部分，不採納；(6)執行徒刑完畢後仍有再犯危險者，由法官裁定公布照片的措施，採用蔣乃辛等26人的版本。

### 黨團協商
上述立委提案通過委員會審查之後，被與同日剛通過一讀的行政院版提案併案，進入黨團協商。協商於2011年9月27日舉行。

### 立法成果
10月25日，根據黨團協商結論，以行政院版為基礎，委員提案為輔，二讀及三讀通過《性侵害犯罪防治法》部分條文修正。其中與《潔西卡法案》和《梅根法案》相關的部分為：
- 第9條
中央主管機關應建立全國性侵害加害人之檔案資料。
（《梅根法案》的精神）
- 第20條
社區監控：宵禁、禁止接近特定場所或對象、轉介適當機構或團體等，並得輔以科技設備監控。
（兼有《潔西卡法案》及《梅根法案》的精神）
- 第22-1條
擴大性侵害加害人有再犯危險者的強制治療適用範圍，且治療期間無上限，「至其再犯危險顯著降低為止」。
（《潔西卡法案》的精神）
- 第23條
受有罪判決或緩起訴確定的性侵案件加害人，應定期向警察機關辦理身分、就學、工作、車籍及其異動等資料之登記及報到。
（《梅根法案》的精神）

其中強制治療的部分要結合民國95年7月1日生效的《中華民國刑法第17次修正案》修正條文來觀察：
1. 該次修改第91-1條，將性侵犯的強制治療期間，從「最長不得逾三年」改為「至其再犯危險顯著降低為止」，也就是若無顯著改善，可無限延長。又由於強制治療是在與外界隔離的特殊醫院中進行（矯正署台中監獄附設「培德醫院」），所以實質上也等於是大幅延長監禁。
2. 該次修改第77條，使執行有期徒刑中的性侵犯，「於徒刑執行期間接受輔導或治療後，經鑑定、評估其再犯危險未顯著降低者」不得假釋。

因此，其實《中華民國刑法》從民國95年（西元2006年）7月1日開始，就已有《潔西卡法案》的精神，該次修法早在2005年1月7日就三讀通過，只是設定於一年半後才生效，以通過時間來看，甚至稍早於美國佛羅里達州的《潔西卡法案》。由此也可證台灣的部分民眾在高呼打擊犯罪、引進外國先進法案之際，忘了先看看自己國家的法制是否已有相關制度。2011年這次修法的改變點只在於：《刑法》第91-1條只授權法院於判決時一併宣告強制治療處分，而《性侵害犯罪防治法》第22-1條將其「擴大」為，若法院一開始認為無再犯危險而未宣告強制治療處分，檢察官（透過監獄管理單位的轉告）也可於事後聲請法院做此裁定。

### 未通過立法項目
1. 《潔西卡法案》核心元素之一，「兒童性侵犯的法定刑大幅加重」，雖然未在該次修法或嗣後的修法中通過，但《中華民國刑法》的《妨害性自主罪章》原本即有「對未滿14歲之人犯罪」的加重規定，例如強制性交罪（第222條相較於第221條），將法定刑下限由成年人被害人時的3年提高為兒童被害人時的7年，上限從10年提高到15年。[21]
目前主要爭議逐漸明朗，社會大眾在意的不是有沒有對兒童被害人的情況加重處罰（因為現行法確實有加重），而是妨害性自主罪整體的法定刑過低。但根據法律學界的意見，這必須對整部《中華民國刑法》所有罪名的法定刑做通盤重新思考與調整，不是零星地調整妨害性自主罪章即可，否則容易形成刑法價值秩序的紊亂。然而民眾又質疑，要等到法律學界做完通盤的思考，不知是何年何月了。
2. 《梅根法案》的核心元素之一，「公告性侵犯的個人資料供民眾查詢」，並未在2011修法中通過，[22]迄今也沒有通過，每次有聳動的性侵案發生，這件事就會引起部分民眾激烈的批評。[23]然而從社會科學的觀點，目前的證據皆不支持公告性侵前科犯個資有助於降低性侵犯罪，尤其兒童性侵犯罪。好處沒證據，壞處卻有證據：公布個資也證實會使加害人更難復歸社會，以及在少數民眾激情的催化下，連累加害人身旁的親友被歧視甚至被攻擊。[5][24]
3. 「化學去勢」：雖然與《潔西卡法案》或《梅根法案》無關，但也是關於性侵害犯人處理上很熱門的話題。院會做成附帶決議，必須就「適法性（身體刑）、醫學倫理、人權及社會公義...細節及配套措施...請內政部、衛生署及法務部會同相關專家召開公聽會，廣泛蒐集意見並進一步研酌」。[17]

### 臺灣處理性侵罪的不足之處
1. 迄今的社會輿論以及修法，皆著重於「更加嚴厲對待加害人」，而較少去改善被害人於刑事訴訟程序內外的地位。迄今被害人於刑事訴訟法上身分仍是「被傳喚來的證人」，而還不是一個「因為政府未盡責，使他受到犯罪侵害，因此有權利要求政府做出某些回應、要求傷痛被傾聽的主體」。[25][26]
2. 此外，要讓一樁犯罪事件「過去」，除了懲罰和矯治加害人之外，協助被害人及其家屬早日撫平傷痛，重回正常生活軌道，也是政府應該重視的部分；這意味著透過心理師、社工師、精神治療、就業安頓等等的措施，使被害人保護制度專業化和精緻化，乃勢在必行。